# Унгарци в Хърватия
Унгарците в Хърватия са етническа група в Хърватия.

## Състав
Според преброяването през 2011 г., в Хърватия живеят 14 048 унгарци (или 0,33% от населението).  Около две трети от тях (8249) живеят в Осиешко-баранската жупания в източната част на Хърватия, особено в хърватската част на историко-географската област Бараня, която граничи с Унгария на север.  Има и малко унгарци и в други части на страната, включително и в Беловарско-билогорската жупания в северозападна Хърватия, където 881 души се самоопределят като унгарци.

## Политика
Основните две унгарски асоциации в Хърватия са Демократичният съюз на унгарците в Хърватия (на унгарски: Horvátországi Magyarok Demokratikus Közössége), чието седалище е в град Осиек, и Съюзът на унгарските сдружения (на унгарски: Magyar Egyesületek Szövetsége).
Унгарците са официално признати за национално малцинство и избират специален представител в Хърватския събор.

## Култура
От 1999 г. Унгарското културно дружество организира фестивала „Унгарски дни“ в Осиек. През 2000 г. различни унгарски културни групи са организирали унгарски музикални и певчески фестивали.
Образователният и културен център на унгарците в Хърватия се намира в Осиек. В Бели Манастир в градската библиотека се намира Централната библиотека на унгарците в Хърватия.